# Clot del Pi

El Clot del Pi, respecte del terme d'Abella de la Conca

El Clot del Pi és una vall molt marcada -clot- del terme municipal d'Abella de la Conca, a la comarca del Pallars Jussà, dins del territori del poble de Bóixols.
Està situat al nord de Bóixols, i s'hi forma un barranc afluent del barranc de Cal Mascarell, que més endavant s'uneix al riu de Collell, el qual aiguavessa en el riu de Pujals al sud del poble de Bóixols.
El Clot del Pi forma una vall situada just a migdia de Cal Mascarell.

## Etimologia
Es tracta d'un topònim romànic modern, de caràcter descriptiu: es tracta d'un clot on degué existir un pi que destacava d'una forma especial.